# NGC 439
NGC 439 è una galassia lenticolare situata nella costellazione dello Scultore a una distanza di circa 200 milioni di anni luce dalla Terra.
Fu scoperta il 27 settembre 1834 da John Herschel.